# Kryterium Kelly’ego

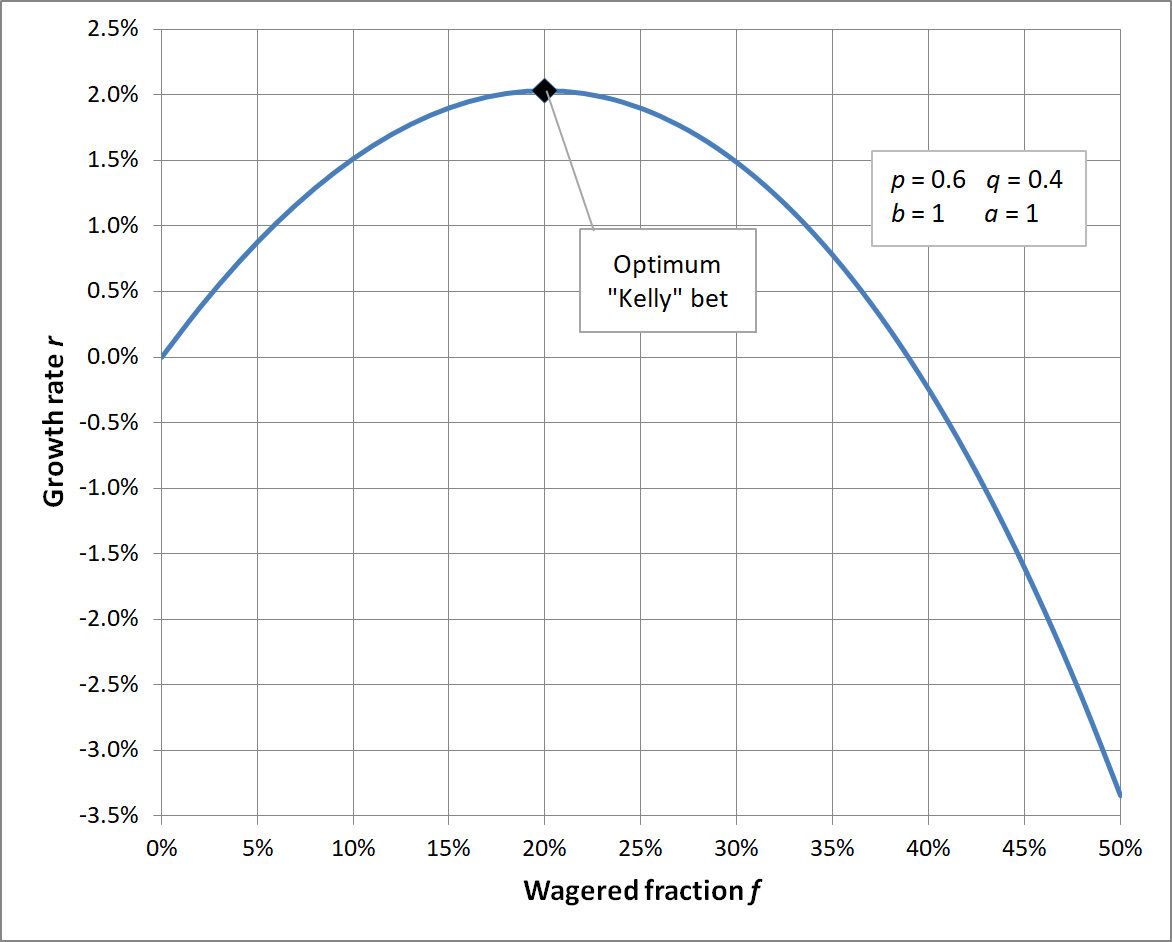
Przykład optymalnego zakładu (zakładu Kelly’ego) w porównaniu z oczekiwanym zwrotem z innych zakładów, w których ryzykuje się określoną frakcję majątku.

Kryterium Kelly’ego (strategia Kelly’ego, zakład Kelly’ego) – w teorii prawdopodobieństwa wzór pozwalający określić optymalną stawkę pojedynczego zakładu w sekwencji takich zakładów. Kryterium Kelly’ego jest oparte na maksymalizacji długoterminowej wartości oczekiwanej logarytmu majątku, co jest równoważne maksymalizacji długoterminowego średniego (geometrycznego) tempa wzrostu. Kryterium zostało opisane w 1956 roku przez Johna Larry’ego Kelly’ego Jr., naukowca z Bell Labs.
Praktyczne zastosowanie wzoru zostało najpierw udokumentowane w kontekście hazardu, tę samą ideę wykorzystano również do wyjaśnienia dywersyfikacji w zarządzaniu inwestycjami. Na początku XXI wieku analiza oparta na kryterium Kelly’ego stała się częścią głównego nurtu teorii inwestycyjnej. Pojawiły się również twierdzenia, że strategię Kelly’ego stosują znani i odnoszący sukcesy inwestorzy, tacy jak Warren Buffett i Bill Gross. 

## Kryterium Kelly’ego dla dychotomicznych stóp zwrotu
W systemie, w którym zwrot z pojedynczej powtarzalnej inwestycji lub pojedynczego powtarzalnego zakładu ma charakter dychotomiczny – tzn. zainteresowany albo wygrywa, albo przegrywa stały procent swojego zakładu, kryterium maksymalizacji oczekiwanej stopy wzrostu prowadzi do konkretnego wzoru pozwalającego obliczyć, jaki procent posiadanego kapitału należy postawić w pojedynczym zakładzie.

### Wzór „hazardowy”
Jeżeli przegrana oznacza utratę całej postawionej stawki, zakład Kelly’ego wynosi:
{\displaystyle f^{*}=p-{\frac {q}{b}}=p-{\frac {1-p}{b}}}
gdzie:
- {\displaystyle f^{*}} to frakcja majątku („kapitału”, bieżącego stanu konta), który można zaryzykować w pojedynczym zakładzie,
- {\displaystyle p} jest prawdopodobieństwem wygranej w pojedynczym zakładzie,
- {\displaystyle q=1-p} jest prawdopodobieństwem straty,
- {\displaystyle b} to stosunek wygranego zakładu do wygranej. Np. jeśli postawimy 10 dolarów na zakład z kursem bukmacherskim 2 do 1 (co oznacza, że w przypadku wygranej otrzymamy 30 dolarów, czyli zysk wyniesie 20 dolarów), to {\displaystyle b=20/10=2} . Na wykresie przedstawiono kwotę zysku w przypadku wygranej (oś x) w stosunku do części portfela, którą należy postawić (oś y). Przyjęto p=0,5 (czyli prawdopodobieństwo zarówno wygranej, jak i przegranej to 50%). Jeśli zysk w przypadku wygranej wynosi 1 (kurs 1:1), wówczas zakład Kelly'ego to 0 USD, co ma sens w przypadku uczciwego zakładu z oczekiwanym zyskiem równym 0.

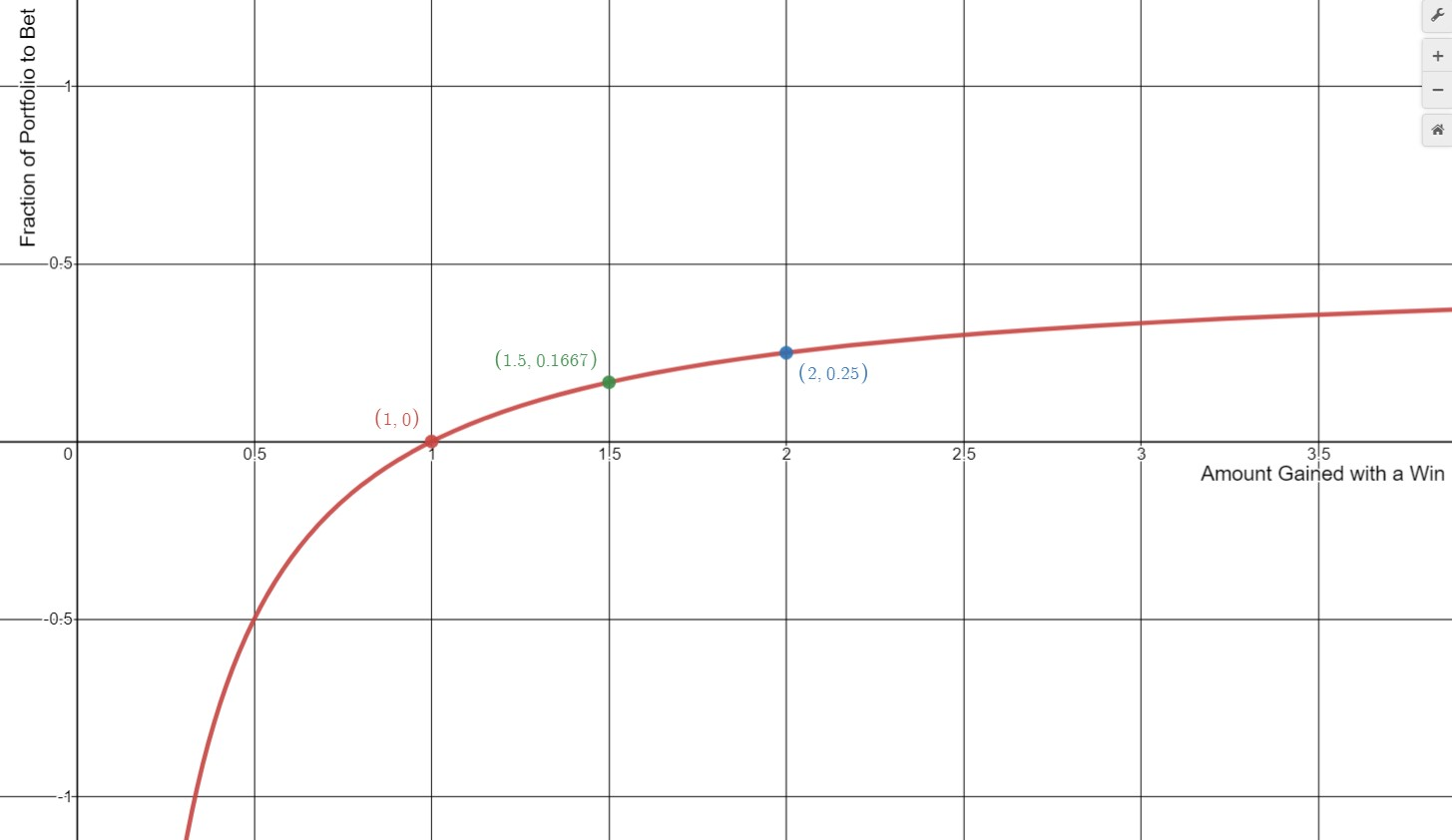
Na wykresie przedstawiono kwotę zysku w przypadku wygranej (oś x) w stosunku do części portfela, którą należy postawić (oś y). Przyjęto p=0,5 (czyli prawdopodobieństwo zarówno wygranej, jak i przegranej to 50%). Jeśli zysk w przypadku wygranej wynosi 1 (kurs 1:1), wówczas zakład Kelly'ego to 0 USD, co ma sens w przypadku uczciwego zakładu z oczekiwanym zyskiem równym 0.

Na przykład, jeżeli w pojedynczym zakładzie prawdopodobieństwo wygranej to 60% ({\displaystyle p=0{,}6}, {\displaystyle q=0{,}4}), a kurs bukmacherski wynosi 1:1 ({\displaystyle b=1}), to aby zmaksymalizować długoterminową stopę wzrostu kapitału, gracz powinien obstawiać 20% kapitału przy każdej okazji ({\textstyle f^{*}=0{,}6-{\frac {0{,}4}{1}}=0{,}2}).

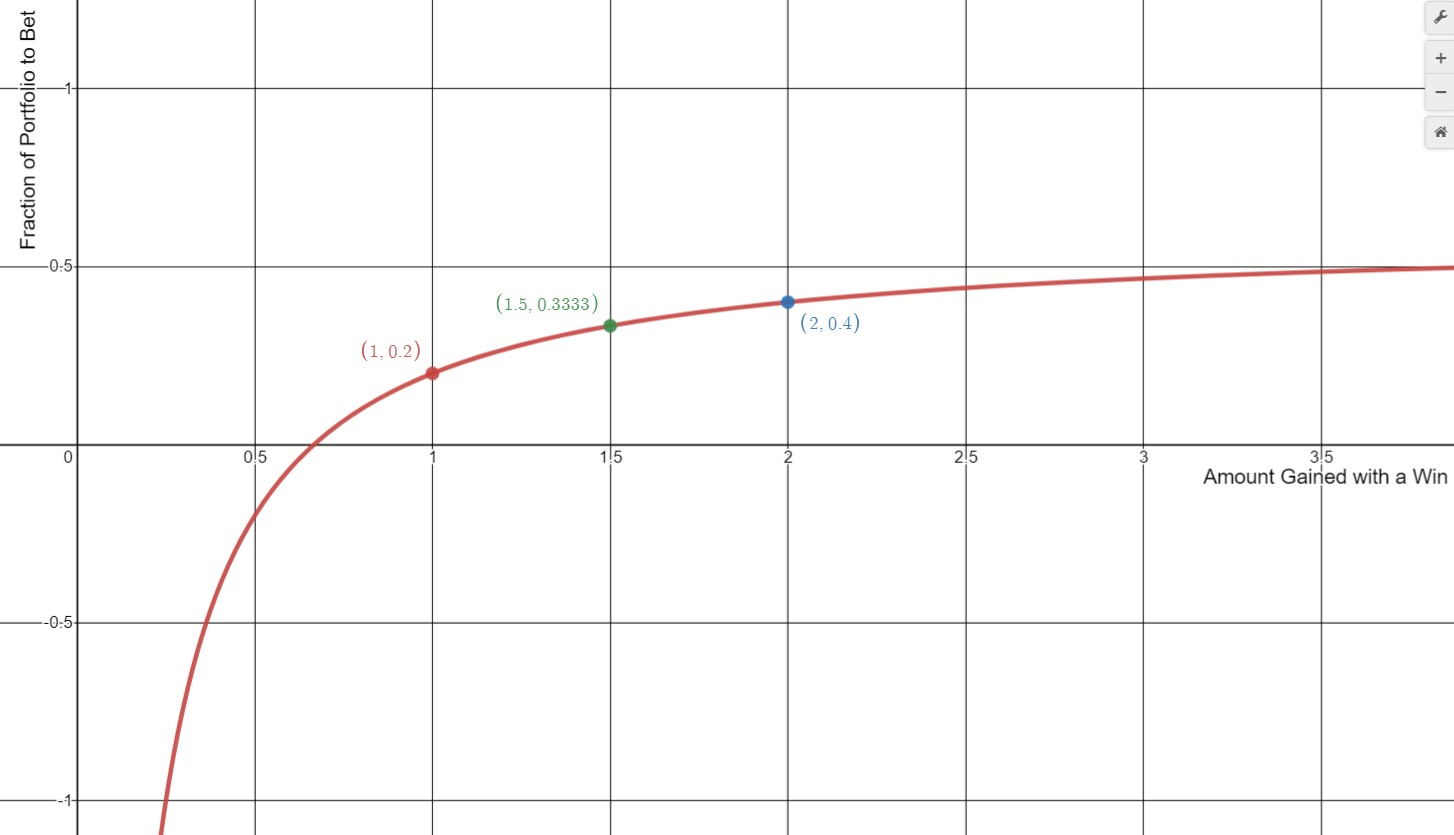
Na wykresie przedstawiono kwotę zysku w przypadku wygranej (oś x) w stosunku do części portfela, którą należy postawić (oś y). Na rysunku przyjęto założenie p=0,6 (czyli prawdopodobieństwo wygranej wynosi 60%).

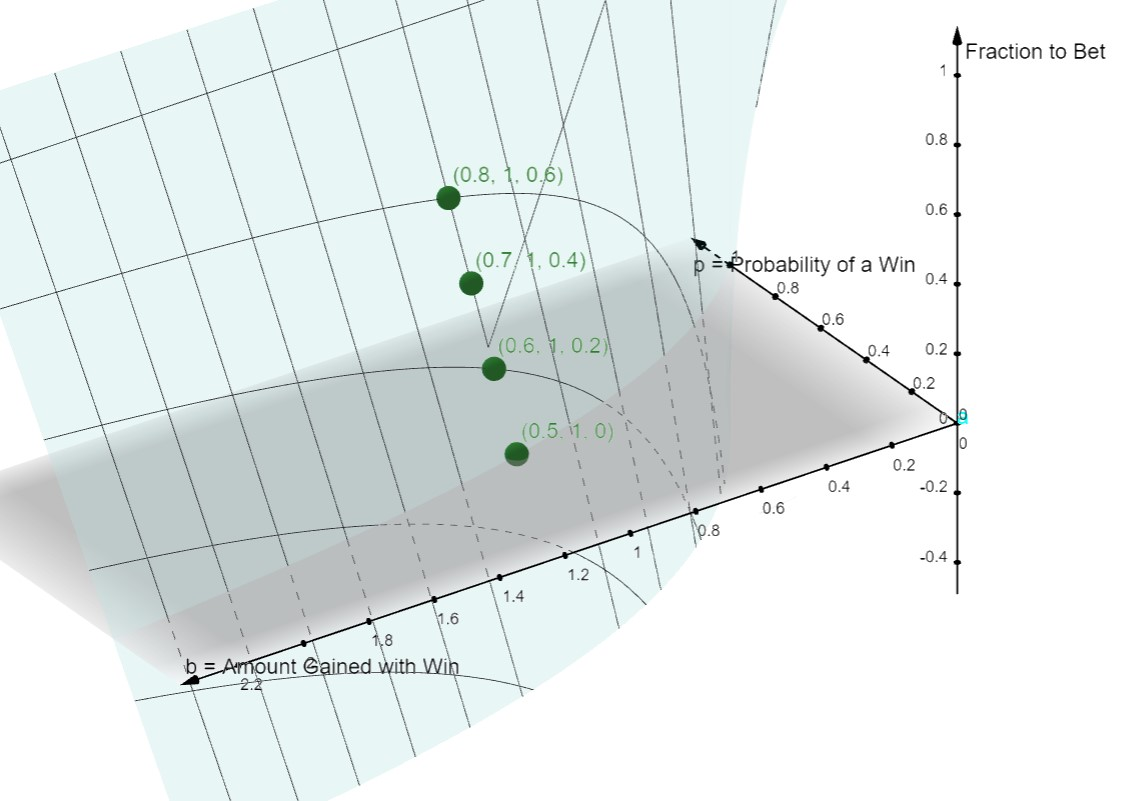
Trójwymiarowy wykres przedstawiający wielkość zakładu Kelly'ego (oś pionowa) jako funkcję prawdopodobieństwa wygranej i kwoty zysku uzyskanego dzięki wygranej.

Jeśli gracz nie ma żadnej przewagi (tzn. jeśli {\displaystyle b=q/p}), zgodnie z kryterium Kelly’ego nie powinno się obstawiać nic. 
Jeżeli przewaga jest ujemna ({\displaystyle b<q/p}), wzór daje wynik ujemny, co oznacza, że gracz powinien obstawić drugą stronę zakładu.

### Wzór „inwestycyjny”
Bardziej ogólna forma wzoru Kelly'ego uwzględnia straty częściowe, co odwzierciedla typową charakterystykę zysku i ryzyka w inwestycjach: 
{\displaystyle f^{*}={\frac {p}{l}}-{\frac {q}{g}}}

gdzie:
- {\displaystyle f^{*}}to frakcja kapitału przeznaczona na inwestycję obarczoną ryzykiem,
- {\displaystyle p} jest prawdopodobieństwem, że wartość inwestycji wzrośnie,
- {\displaystyle q} jest prawdopodobieństwem, że wartość inwestycji spadnie ({\displaystyle q=1-p}),
- {\displaystyle g} jest ułamkiem zainwestowanego kapitału, który uzyskuje się w przypadku pozytywnego wyniku[8]. Na przykład jeżeli cena papieru wartościowego wzrośnie w przypadku pozytywnego wyniku o 10%, to: {\displaystyle g={\frac {1{,}1-1}{1}}=0{,}1},
- {\displaystyle l}  to strata w przypadku wyniku negatywnego wyrażona jako ułamek zainwestowanego kapitału[8]. Gdy cena papieru wartościowego spadnie o 10%, wówczas {\displaystyle l={\frac {1-0{,}9}{1}}=0{,}1}.

Należy pamiętać, że kryterium Kelly’ego w pełni obowiązuje jedynie wtedy, gdy znane są dokładne prawdopodobieństwa wyników – co w przypadku inwestycji zdarza się niezwykle rzadko. Ponadto inwestorzy charakteryzujący się awersją do ryzyka zwykle stosują strategię ostrożniejszą, inwestując mniej, niż wynikałoby to z pełnego zakładu Kelly’ego. 
Powyższy wzór można przekształcić w nastepujący sposób:
{\displaystyle f^{*}={\frac {p}{l}}\left(1-{\frac {1-p}{p}}{\frac {l}{g}}\right)={\frac {p}{l}}\left(1-{\frac {1}{WLP}}{\frac {1}{WLR}}\right)}
gdzie:
- - {\displaystyle WLP={\frac {p}{1-p}}} jest szansą wygranej (stosunkiem prawdopodobieństwa wygranej do przegranej, ang. win-loss probability, WLP),
  - {\displaystyle WLR={\frac {g}{l}}} jest stosunkiem kwoty wygranej i przegranej (win-loss ratio, WLR) zakładów.

Przekształcony wzór pozwala stwierdzić, że aby uzyskać przewagę (czyli aby {\displaystyle f^{*}>0}), przynajmniej jeden z czynników ({\displaystyle WLP} Lub {\displaystyle WLR}) musi być większy niż 1. Z wzoru wynika również, że nawet gdy szansa wygranej (stosunek prawdopodobieństwa wygranej do przegranej) jest niekorzystna ({\displaystyle WLP<1}) można nadal uzyskać przewagę, jeśli tylko {\displaystyle WLP\cdot WLR>1}.
Wzór Kelly’ego może w niektórych sytuacjach doprowadzić do wniosku, że optymalna inwestycja to więcej niż 100% majątku ({\displaystyle f^{*}>1}), na przykład gdy {\displaystyle l\ll 1} (zobacz powyższe wyrażenie z czynnikami {\displaystyle WLR} i {\displaystyle WLP}). Dzieje się tak w pewnym sensie wbrew intuicji, ponieważ wzór Kelly’ego rekompensuje małą stratę większym zakładem. Jednak w większości rzeczywistych sytuacji istnieje duża niepewność co do wszystkich parametrów uwzględnianych we wzorze Kelly'ego. W przypadku frakcji Kelly’ego większej niż 1 teoretycznie korzystne jest zastosowanie dźwigni finansowej i zakup dodatkowych papierów wartościowych z wykorzystaniem depozytu zabezpieczającego.

### Przykład – eksperyment behawioralny
W jednym z badań każdemu uczestnikowi przydzielono 25 dolarów i poproszono o udział w serii zakładów opartych na symulowanym rzucie monetą. Moneta była niesymetryczna — reszka (w oryginale: „head”) wypadała z prawdopodobieństwem 60%, a orzeł („tail”) z prawdopodobieństwem 40%. W każdej rundzie uczestnik mógł postawić dowolną część swojego kapitału, a wygrana lub przegrana była równa postawionej kwocie (czyli jeśli ktoś postawił 5 dolarów, to w przypadku wygranej zyskiwał 5 dolarów, a w przypadku przegranej tracił 5 dolarów). Uczestnicy mieli 30 minut na grę, co pozwalało rozegrać około 300 zakładów. Maksymalna możliwa wygrana została ograniczona do 250 dolarów. Mimo korzystnych warunków (przewaga po stronie gracza), zachowanie uczestników było dalekie od optymalnego. Aż 28% z nich zbankrutowało, a średnia wypłata wyniosła zaledwie 91 dolarów. Tylko 21% osiągnęło maksymalną możliwą nagrodę. 18 z 61 uczestników przynajmniej w jednym rzucie zaryzykowało cały kapitał, zaś dwie trzecie przynajmniej raz obstawiło orła („tail”).
Według kryterium Kelly'ego właściwym podejściem w tym eksperymencie (jeżeli pominiemy limit 250 dolarów i fakt, że czas trwania testu był skończony) byłoby obstawianie 20% kapitału przy każdym rzucie monetą, co dałoby średni zysk w wysokości 2,034% w pojedynczej rundzie. Jest to średnie tempo zmian wyznaczone z wykorzystaniem średniej geometrycznej, a nie średnia arytmetyczna stopa wynosząca 4% (r = 0,2 x (0,6 - 0,4) = 0,04). Teoretyczna oczekiwana wartość majątku po 300 rundach wyniosłaby przy takiej strategii 10 505 USD ( {\displaystyle =25\cdot (1,02034)^{300}}).
W tej konkretnej grze, ze względu na limit 250 dolarów, strategia polegająca na obstawianiu jedynie 12% puli przy każdym rzucie dałaby jeszcze lepsze rezultaty (95% prawdopodobieństwa osiągnięcia limitu i średnia wypłata w wysokości 242,03 USD).

### Wyprowadzenie wzoru
Intuicyjne, choć nie w pełni formalne, dowody kryterium Kelly’ego nie są skomplikowane. Kryterium Kelly'ego maksymalizuje wartość oczekiwaną logarytmu majątku. Zaczynamy od 1 jednostki majątku i ryzykujemy frakcję {\displaystyle f} tego majątku, obstawiając wynik, który wystąpi z prawdopodobieństwem {\displaystyle p} i oferuje kurs {\displaystyle b/1} . Prawdopodobieństwo wygranej wynosi {\displaystyle p} i w takim przypadku majątek będzie równy {\displaystyle 1+fb} . Prawdopodobieństwo przegranej wynosi {\displaystyle q=1-p}, zaś ułamek stawki stracony w przypadku przegranej wynosi {\displaystyle a}. Oznacza to, że majątek w przypadku przegranej wyniesie {\displaystyle 1-fa} . Stąd geometryczna stopa wzrostu {\displaystyle r} to:
{\displaystyle r=(1+fb)^{p}\cdot (1-fa)^{q}}
Chcemy znaleźć wartość argumentu maksymalizującą wartość funkcji r(f), co wiąże się ze znalezieniem pochodnej tej funkcji. Łatwiejsze będzie wcześniejsze zlogarytmowanie obu stron równania – ponieważ logarytm jest monotoniczny, miejsca ekstremów nie zmienią się. Wynikowe równanie wygląda następująco:
{\displaystyle E=\log(r)=p\log(1+fb)+q\log(1-fa)}
{\displaystyle E} oznacza wzrost logarytmu majątku. Aby znaleźć wartość {\displaystyle f^{*}} dla której tempo wzrostu jest maksymalne, różniczkujemy powyższe wyrażenie i przyrównujemy je do zera:
{\displaystyle \left.{\frac {dE}{df}}\right|_{f=f^{*}}={\frac {pb}{1+f^{*}b}}+{\frac {-qa}{1-f^{*}a}}=0}
Przekształcając to równanie, możemy znaleźć wartość {\displaystyle f^{*}}, zakład Kelly'ego:
{\displaystyle f^{*}={\frac {p}{a}}-{\frac {q}{b}}}
Można zauważyć, że to wyrażenie sprowadza się do prostego „wzoru hazardowego”, gdy {\displaystyle a=1=100\%}, tzn. gdy przegrana powoduje całkowitą utratę zakładu.

## Kryterium Kelly’ego dla niedychotomicznych stóp zwrotu
Jeżeli stopy zwrotu z inwestycji lub zakładu mają charakter ciągły, współczynnik optymalnej stopy wzrostu musi uwzględniać wszystkie możliwości.

### Zastosowanie na giełdzie
Z punktu widzenia matematyki finansowej, jeśli wagi papierów wartościowych maksymalizują oczekiwaną geometryczną stopę wzrostu (co jest równoważne z maksymalizacją logarytmu bogactwa), wówczas portfel jest optymalny pod względem wzrostu (ang. growth optimal).
Kryterium Kelly'ego pokazuje, że dla danego papieru wartościowego warunek ten jest spełniony, gdy
{\displaystyle f^{*}={\frac {\mu -r}{\sigma ^{2}}}}
gdzie {\displaystyle f^{*}} to zainwestowana frakcja majątku, maksymalizująca oczekiwaną geometryczną stopę wzrostu, {\displaystyle \mu } jest oczekiwaną stopą zwrotu, {\displaystyle \sigma ^{2}} jest wariancją stopy zwrotu, zaś {\displaystyle r} jest stopą zwrotu wolną od ryzyka. Należy zauważyć, że założono tutaj symetryczną funkcję gęstości prawdopodobieństwa stóp zwrotu.
Obliczenia prowadzące do wyznaczenia portfela optymalnego mogą być obarczone problemem „garbage in, garbage out” („śmieci na wejściu – śmieci na wyjściu”). Na przykład w opisywanych niżej przykładach przyjęto oczekiwaną strukturę zwrotów aktywów i kowariancji ich zwrotów, lecz parametry te są w najlepszym razie szacunkami obarczonymi znaczną niepewnością. Jeśli wagi portfela są w dużej mierze funkcją błędów szacunków, wówczas wyniki ex post portfela optymalnego pod kątem wzrostu mogą znacząco różnić się od prognoz ex ante. Niepewność parametrów i błędy szacunkowe stanowią obszerny temat w teorii portfela. Jednym ze sposobów przeciwdziałania nieznanemu ryzyku jest inwestowanie kwot mniejszych niż kryterium Kelly'ego.

W artykule Edwarda O. Thorpa i Louisa M. Rotando oszacowano, że zakład Kelly'ego dla indeksu SP500 wynosi 117%. Jednak znaczne ryzyko dolnostronne na rynkach akcji wskazuje na konieczność ograniczenia ryzyka, na przykład poprzez przyjęcie arbitralnej zasady half-Kelly, czyli stosowania połowy zakładu Kelly’ego.

## Dowód
Ścisły i ogólny dowód można znaleźć w oryginalnym artykule Kelly’ego lub w niektórych innych źródłach wymienionych poniżej. Pierwotny dowód został uzupełniony w publikacjach różnych autorów. Na początku warto rozważyć następującą nieścisłe wyprowadzenie dla przypadku {\displaystyle b=1} (zakład 50:50 „równe pieniądze”), aby pokazać ogólną ideę i poczynić pewne spostrzeżenia. Gdy {\displaystyle b=1}, frakcja wyznaczona przez strategię Kelly’ego to {\displaystyle 2p-1}. Niech początkowy majątek to {\displaystyle W}. W przypadku wygranej po jednym zakładzie majątek wyniesie {\displaystyle 2pW}, zaś po przegranej wyniesie {\displaystyle 2(1-p)W} . Załóżmy, że przeprowadzono {\displaystyle N} zakładów i w {\displaystyle K} przypadkach nastąpiła wygrana. W rezultacie majątek osoby stosującej zakład Kelly’ego wyniesie
{\displaystyle 2^{N}p^{K}(1-p)^{N-K}W\!.}
Kolejność wygranych i przegranych nie ma wpływu na końcowy majątek. Załóżmy, że inny gracz obstawia inną kwotę: {\displaystyle (2p-1+\Delta )W} , gdzie wartość {\displaystyle \Delta } może być dodatnia lub ujemna.  Majątek takiego gracza po wygranej to {\displaystyle (2p+\Delta )W}, a po przegranej to {\displaystyle [2(1-p)-\Delta ]W}. Po takiej samej jak wcześniej serii {\displaystyle N} zakładów i w {\displaystyle K} wygranych majątek wyniesie:
{\displaystyle (2p+\Delta )^{K}[2(1-p)-\Delta ]^{N-K}W}
Pochodna względem {\displaystyle \Delta } tego wyrażenia to:
{\displaystyle K(2p+\Delta )^{K-1}[2(1-p)-\Delta ]^{N-K}W-(N-K)(2p+\Delta )^{K}[2(1-p)-\Delta ]^{N-K-1}W}
Funkcja osiąga maksimum, gdy pochodna ta jest równa zeru, co ma miejsce dla:
{\displaystyle K[2(1-p)-\Delta ]=(N-K)(2p+\Delta )}
co oznacza, że
{\displaystyle \Delta =2\left({\frac {K}{N}}-p\right)}
ale częstość zakładów wygrywających ostatecznie wyniesie p:
{\displaystyle \lim _{N\to +\infty }{\frac {K}{N}}=p}
zgodnie ze słabym prawem wielkich liczb. Tak więc w dłuższej perspektywie majątek maksymalizować można poprzez ustalenie {\displaystyle \Delta }=0, co oznacza zastosowanie strategii Kelly'ego. 
To pokazuje, że podejście Kelly’ego ma zarówno komponent deterministyczny, jak i stochastyczny. Jeśli ktoś zna K i N i chce wybrać stałą część majątku, którą będzie obstawiać za każdym razem (warunek tego samego ułamka za każdym razem jest kluczowy, w przeciwnym wypadku można by optymalizować, „oszukując”, np. obstawiając zero po K-tej wygranej, skoro pozostałe zakłady będą przegrane), skończy z największą ilością pieniędzy, jeśli będzie obstawiać:
{\displaystyle \left(2{\frac {K}{N}}-1\right)W}
za każdym razem. Jest to prawda, niezależnie czy {\displaystyle N} jest mały lub duży. Warunek „długiego okresu” jest konieczny, ponieważ K nie jest znane z góry. Wiemy tylko, że gdy {\displaystyle N} rośnie, {\displaystyle K} zbliża się do {\displaystyle pN}. Ktoś, kto obstawia więcej niż wskazuje kryterium Kelly’ego, może uzyskać lepszy wynik, jeśli przez pewien czas {\displaystyle K>pN} (czyli liczba wygranych przewyższa oczekiwaną); ktoś, kto stawia mniej niż wynosi zakład Kelly’ego, może uzyskać lepszy wynik, jeśli przez pewien czas {\displaystyle K<pN} (czyli liczba wygranych jest niższa niż oczekiwana), ale na dłuższą metę strategia Kelly’ego i tak wygrywa. 
Dowód heurystyczny dla ogólnego przypadku dychotomicznego przebiega następująco. W pojedynczym zakładzie, inwestycja frakcji {\displaystyle f} majątku, prowadzi, w sytuacji wygranej, do wzrostu o mnożnik {\displaystyle 1-f+f(1+b)=1+fb}, podobnie, w razie niepowodzenia, kapitał zostanie zmniejszony o współczynnik {\displaystyle 1-fa} . Tak więc pod koniec {\displaystyle N}-tej próby (po {\displaystyle pN} sukcesach i {\displaystyle qN} niepowodzeniach), początkowy kapitał w wysokości 1 dolara przyniesie
{\displaystyle C_{N}=(1+fb)^{pN}(1-fa)^{qN}.}
Maksymalizacja {\displaystyle \log(C_{N})/N}, a co za tym idzie {\displaystyle C_{N}}, ze względu na {\displaystyle f} zwraca:
{\displaystyle f^{*}=p/a-q/b.}
Edward O. Thorp przedstawił bardziej szczegółowe omówienie tego wzoru dla przypadku ogólnego. Można tam zauważyć, że podstawienie {\displaystyle p} jako stosunku liczby „sukcesów” do liczby prób opiera się na założeniu, że liczba prób musi być bardzo duża, ponieważ {\displaystyle p} jest zdefiniowane jako granica tego stosunku, gdy liczba prób dąży do nieskończoności. Innymi słowy: obstawianie frakcji {\displaystyle f^{*}} za każdym razem prawdopodobnie zmaksymalizuje tempo wzrostu majątku tylko wtedy, gdy liczba prób jest bardzo duża, a {\displaystyle p} (prawdopodobieństwo wygranej) i {\displaystyle b} (kurs) są takie same w każdej próbie. W praktyce oznacza to powtarzanie tej samej gry wielokrotnie, przy stałym prawdopodobieństwie wygranej i niezmiennych kursach wypłaty. W powyższym dowodzie heurystycznym,  sukcesy i awarie są wysoce prawdopodobne tylko w przypadku bardzo dużych {\displaystyle N}. W opisanym wcześniej dowodzie heurystycznym, liczby zbliżone {\displaystyle pN} sukcesów i {\displaystyle qN} porażek występują z wysokim prawdopodobieństwem przy bardzo dużym {\displaystyle N}.

### Wiele wyników
Kryterium Kelly’ego można uogólnić na sytuację zakładów z wieloma wykluczającymi się wynikami, występującą na przykład w wyścigach konnych. 

### Inwestycje giełdowe
Wielomian Taylora drugiego stopnia może być wykorzystany jako dobre przybliżenie głównego kryterium. Przydaje się to przede wszystkim w przypadku inwestycji giełdowych, gdzie frakcja kapitału przeznaczona na inwestycję opiera się na prostych charakterystykach, które można łatwo oszacować na podstawie istniejących danych historycznych – wartości oczekiwanej i wariancji. Przybliżenie to może dać podobne wyniki jak oryginalne kryterium, ale w niektórych przypadkach uzyskane rozwiązanie może być niewykonalne.
W przypadku pojedynczych aktywów (akcji, funduszu indeksowego itp.) i stopy wolnej od ryzyka łatwo jest wyznaczyć optymalną frakcję do zainwestowania, wykorzystując geometryczne ruchy Browna. Stochastyczne równanie różniczkowe opisujące ewolucję ceny {\displaystyle S} aktywa charakteryzującego się stopą zwrotu o rozkładzie logarytmiczno-normalnym w czasie {\displaystyle t} ({\displaystyle S_{t}}) to
{\displaystyle dS_{t}/S_{t}=\mu dt+\sigma dW_{t}}
Jego rozwiązanie to: 
{\displaystyle S_{t}=S_{0}\exp \left(\left(\mu -{\frac {\sigma ^{2}}{2}}\right)t+\sigma W_{t}\right)}
gdzie {\displaystyle W_{t}} jest procesem Wienera, zaś {\displaystyle \mu } (dryft) i {\displaystyle \sigma } (zmienność) są stałymi. Wartość oczekiwana logarytmu {\displaystyle S_{t}} to:
{\displaystyle \mathbb {E} \log(S_{t})=\log(S_{0})+\left(\mu -{\frac {\sigma ^{2}}{2}}\right)t.}
Wtedy oczekiwana logarytmiczna stopa zwrotu {\displaystyle R_{s}} to:
{\displaystyle R_{s}=\left(\mu -{\frac {\sigma ^{2}}{2}}\,\right).}
Rozważmy portfel składający się z aktywa {\displaystyle S} i aktywa wypłacającego odsetki w wysokości stopy wolnej od ryzyka {\displaystyle r}; w portfelu tym udział aktywa {\displaystyle S} wynosi {\displaystyle f}, zaś udział aktywa wolnego od ryzyka wynosi {\displaystyle (1-f)}. Przedstawione powyżej równanie dla {\displaystyle dS_{t}} musi zostać zmodyfikowane o ten ułamek, tj. {\displaystyle dS_{t}'=fdS_{t}}; w takiej sytuacji rozwiązanie to:
{\displaystyle S'_{t}=S'_{0}\exp \left(\left(f\mu -{\frac {(f\sigma )^{2}}{2}}\right)t+f\sigma W_{t}\right)}
zaś oczekiwana jednookresowa stopa zwrotu to:
{\displaystyle \mathbb {E} {\left(\left[{\frac {S'_{1}}{S'_{0}}}-1\right]+(1-f)r\right)}=\mathbb {E} {\left(\left[\exp \left(\left(f\mu -{\frac {(f\sigma )^{2}}{2}}\right)+f\sigma W_{1}\right)-1\right]\right)}+(1-f)r}
Dla małych wartości {\displaystyle \mu }, {\displaystyle \sigma } i {\displaystyle W_{t}} rozwiązanie można rozwinąć w szereg do wyrazów pierwszego rzędu, co daje przybliżony przyrost bogactwa:
{\displaystyle G(f)=f\mu -{\frac {(f\sigma )^{2}}{2}}+(1-f)\ r.}
Rozwiązując dla {\displaystyle \max(G(f))}, otrzymujemy
{\displaystyle f^{*}={\frac {\mu -r}{\sigma ^{2}}}.}
{\displaystyle f^{*}} to frakcja, która maksymalizuje oczekiwaną logarytmiczną stopę zwrotu, co oznacza, że jest to frakcja Kelly’ego.
Thorp uzyskał ten sam wynik w inny sposób.
Warto pamiętać, że {\displaystyle \mu } to coś innego niż logarytmiczna stopa zwrotu {\displaystyle R_{s}}. Mylenie tych dwóch to popularny błąd w internetowych omówieniach kryterium Kelly’ego.
Chcąc uwzględnić większą liczbę aktywów, rozważmy rynek z {\displaystyle n} skorelowanymi akcjami {\displaystyle S_{k}} charakteryzującymi się stochastycznymi zwrotami {\displaystyle r_{k}} ({\displaystyle k=1,\dots ,n}) oraz aktywo wolne od ryzyka ze stopą {\displaystyle r}. Inwestor inwestuje ułamek {\displaystyle u_{k}} swojego kapitału w {\displaystyle S_{k}}, zaś reszta jest inwestowana w aktywo wolne od ryzyka. Bez utraty ogólności załóżmy, że kapitał początkowy inwestora wynosi 1. Zgodnie z kryterium Kelly'ego należy maksymalizować:
{\displaystyle \mathbb {E} \left[\ln \left((1+r)+\sum \limits _{k=1}^{n}u_{k}(r_{k}-r)\right)\right].}
Wykorzystując rozwinięcie za pomocą szeregu Taylora wokół {\displaystyle {\vec {u_{0}}}=(0,\ldots ,0)}, otrzymujemy
{\displaystyle \mathbb {E} \left[\ln(1+r)+\sum \limits _{k=1}^{n}{\frac {u_{k}(r_{k}-r)}{1+r}}-{\frac {1}{2}}\sum \limits _{k=1}^{n}\sum \limits _{j=1}^{n}u_{k}u_{j}{\frac {(r_{k}-r)(r_{j}-r)}{(1+r)^{2}}}\right].}
W ten sposób redukujemy problem optymalizacyjny do programowania kwadratowego, a nieograniczonym rozwiązaniem jest:
{\displaystyle {\vec {u^{\star }}}=(1+r)({\widehat {\Sigma }})^{-1}({\widehat {\vec {r}}}-r)}
gdzie {\displaystyle {\widehat {\vec {r}}}} to wektor średnich, a {\displaystyle {\widehat {\Sigma }}} to macierz drugich mieszanych momentów niecentralnych nadwyżkowych stóp zwrotu. Istnieje również algorytm numeryczny dla ułamkowych strategii Kelly’ego oraz dla optymalnego rozwiązania przy braku dźwigni finansowej i bez ograniczeń krótkiej sprzedaży.

## Bernoulli
W artykule z 1738 roku Daniel Bernoulli zasugerował, że mając do wyboru zakłady lub inwestycje, należy wybrać te, które dają najwyższą średnią geometryczną wyników. Jest to matematycznie równoważne kryterium Kelly'ego, choć motywacja jest inna (Bernoulli chciał rozwiązać paradoks petersburski).

## Krytyka
Chociaż obietnica strategii Kelly’ego, że w długim okresie osiągnie lepsze wyniki niż jakakolwiek inna strategia, wydaje się przekonująca, niektórzy ekonomiści stanowczo jej się sprzeciwiali, głównie dlatego, że indywidualne ograniczenia inwestycyjne mogą przeważyć nad dążeniem do maksymalnej stopy wzrostu. Standardową opcją alternatywną jest teoria oczekiwanej użyteczności, zgodnie z którą wielkość zakładów powinna być ustalana tak, aby maksymalizować oczekiwaną użyteczność wyniku (dla osoby o logarytmicznej funkcji użyteczności zakład według Kelly’ego maksymalizuje oczekiwaną użyteczność, więc nie występuje tu konflikt; co więcej, oryginalny artykuł Kelly’ego wyraźnie wskazuje na potrzebę zastosowania funkcji użyteczności w przypadku gier hazardowych rozgrywanych ograniczoną liczbę razy). Nawet zwolennicy podejścia Kelly’ego zazwyczaj opowiadają się za ułamkową wersją Kelly’ego (obstawianie stałej części kwoty zalecanej przez strategię Kelly'ego) z różnych praktycznych powodów, takich jak chęć zmniejszenia zmienności lub ochrona przed niedeterministycznymi błędami w obliczeniach przewagi (przewagi). Praktycznie rzecz ujmując, kryterium Kelly'ego wymaga dokładnych wartości prawdopodobieństwa, co często nie jest możliwe w świecie rzeczywistym. Gdy gracz przecenia rzeczywiste prawdopodobieństwo wygranej, obliczona wartość kryterium będzie odbiegać od optymalnej, zwiększając ryzyko bankructwa.